# Triepeolus loomisorum
Triepeolus loomisorum là một loài Hymenoptera trong họ Apidae. Loài này được Rozen mô tả khoa học năm 1989.